# Siteczko przędne
Siteczko przędne, pólko przędne, płytka przędna, kribellum (łac. cribellum)  – struktura anatomiczna występująca u niektórych pająków, służąca do wytwarzania nici przędnej.

## Geneza

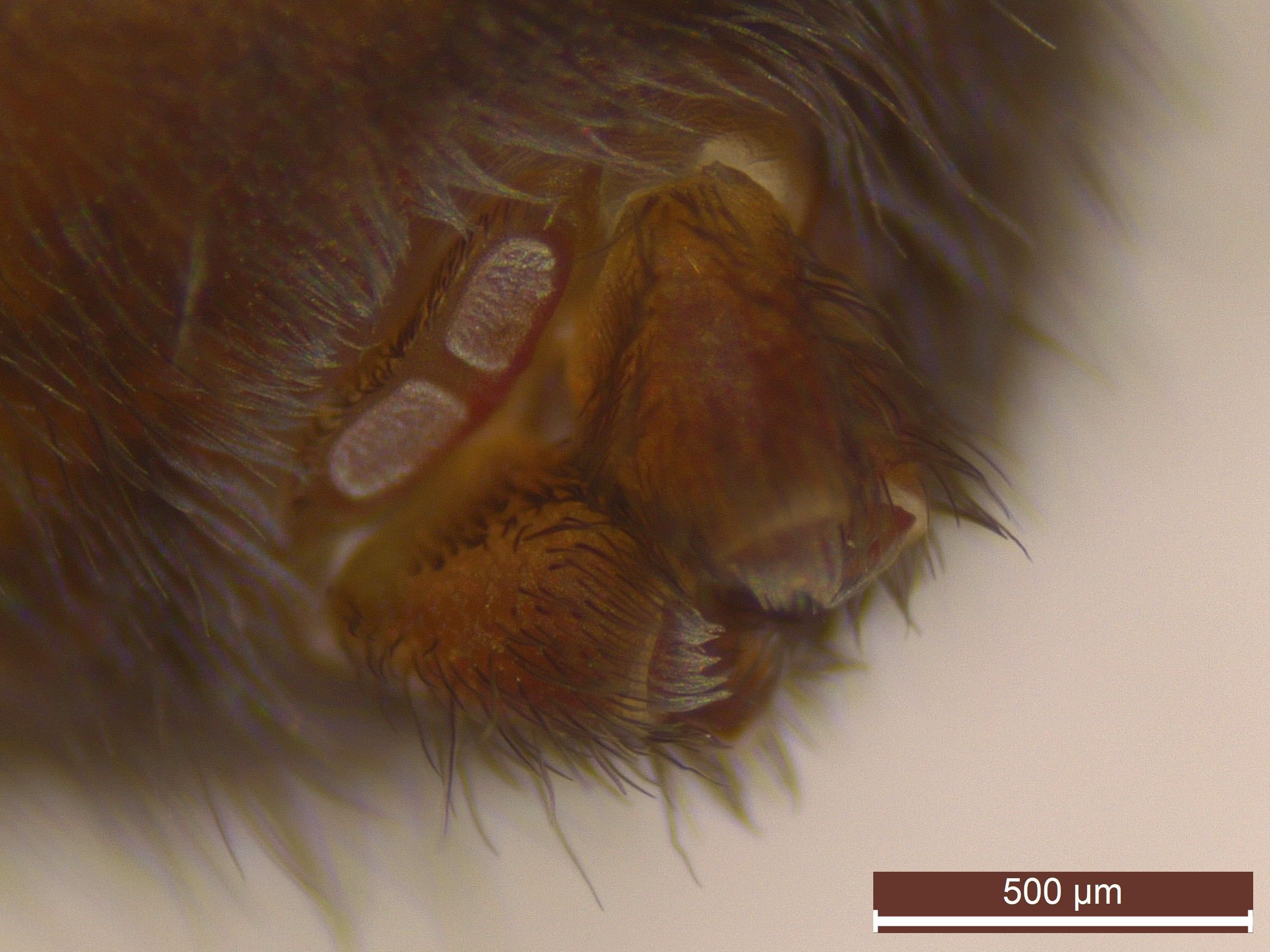
Cribellum samicy Amaurobius fenestralis – dwa podłużne jaśniejsze pola ponad kądziołkami przędnymi

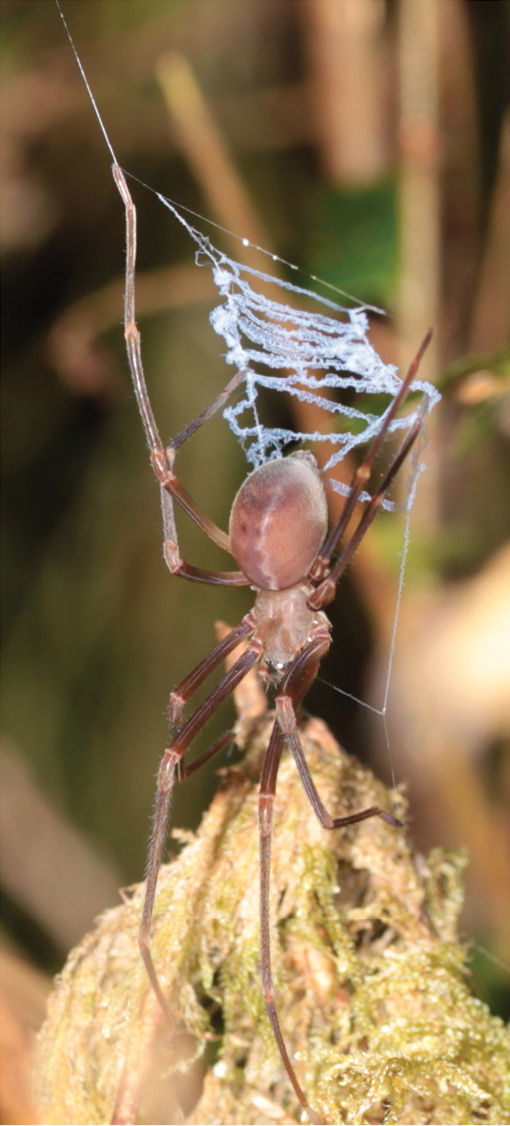
Młodociany osobnik męski z gatunku Progradungula otwayensis z „drabinką” do chwytania ofiar wykonaną z nici pochodzącej z cribellum

Według jednej z teorii, wszystkie pająki wyższe były pierwotnie wyposażone w cribellum, jednak w procesie ewolucji wiele razy ulegało ono zanikowi i redukcji do stożeczka (kolulusa), nieposiadającego ujść gruczołów przędnych. U podrzędu Mesothelae zamiast cribellum występuje w jego miejscu czwarta para kądziołków przędnych, dlatego jedna z teorii głosi, że cribellum to silnie przekształcone kądziołki przędne. Bywa, że w obrębie jednej rodziny występują pająki z cribellum i bez niego, jest tak np. u płachtowcowatych czy sidliszowatych. 

## Budowa i zastosowanie

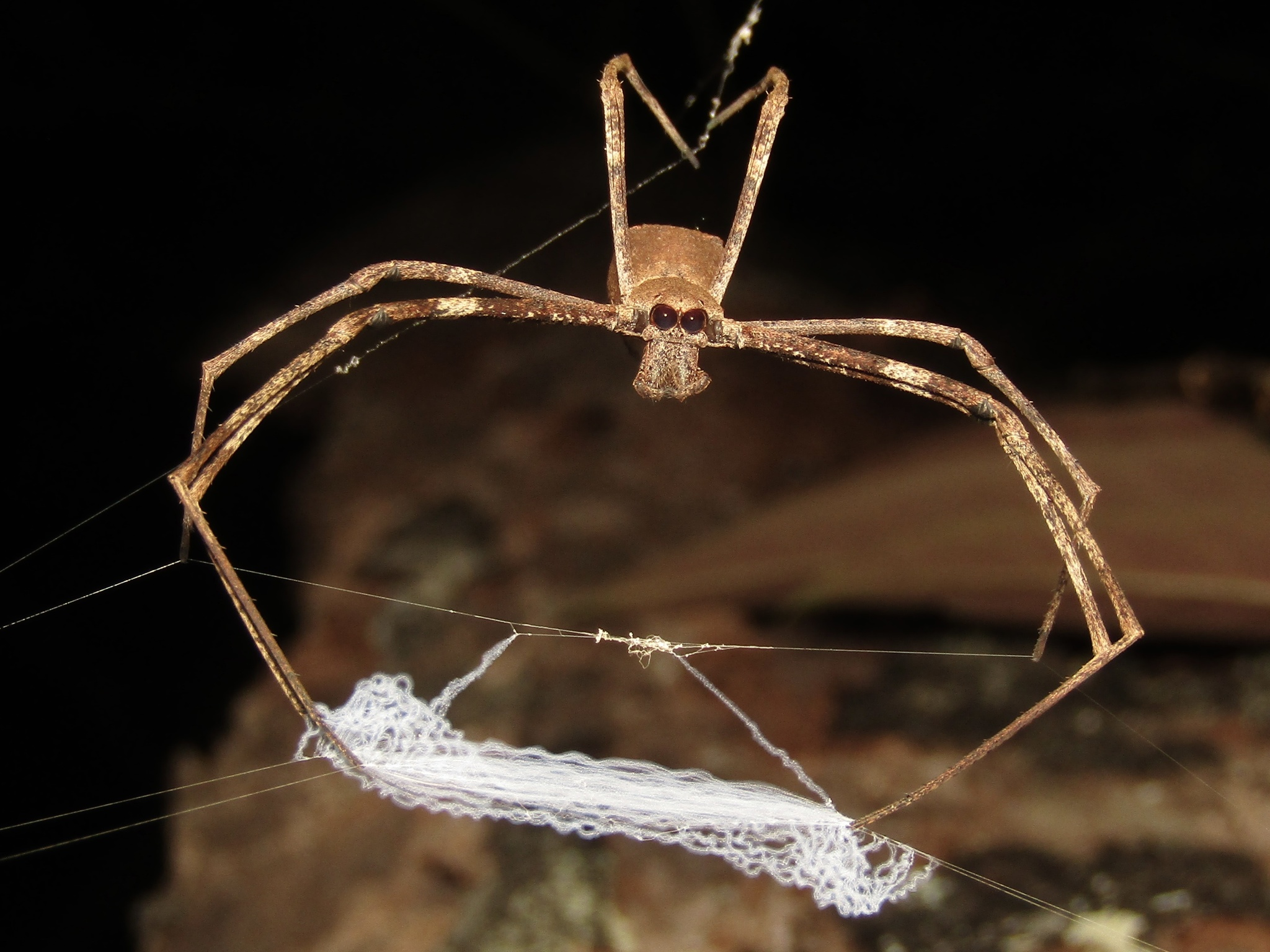
Wełnista nić z cribellum u Deinopis subrufa

Większość pająków dysponuje trzema parami kądziołków przędnych, jednak wybrane gatunki pająków (określane jako przędniki, ang. cribellate) posiadają dodatkowo cribellum. Jest to ruchoma owalna struktura położona w poprzek opistosomy, nieraz podzielona, znajduje się ponad kądziołkami przędnymi. Składa się z setek bądź tysięcy (nawet do 40 000) małych wydłużonych ujść gruczołów przędnych. Poprzez zaangażowanie niemal wszystkich gruczołów przędnych położonych na ruchomym cribellum dochodzi do uformowania silnie poskręcanej nici przędnej za pomocą grzebienia przędnego (calamistrum) z trójwymiarowej, powtarzalnej struktury cienkich włókien o grubości około 0,00001 mm. Nić przędna pochodząca z cribellum nie jest lepka bądź kleista jak ta z kądziołków przędnych, ma jednak silne właściwości adhezyjne dzięki fizycznemu zakleszczeniu, oddziaływaniom van der Waalsa oraz siłom kapilarnym. Jest także nanoszona na nić z kądziołków przędnych. Służy do unieruchamiania ofiar, np. za pomocą sieci. 